# 中川清司 (木工芸)
中川 清司（なかがわ きよつぐ　1942年9月18日 - ）は日本の木工芸家。
重要無形文化財「木工芸」の保持者（いわゆる人間国宝）。木工芸の人間国宝としては7番目の認定者（2001年認定）。

## 概要
京都府出身。桶指物師の家に生まれた。20歳より父中川亀一に師事。家業である桶のほかに主要作品として箱などが多い。、木の正目をあわせる「柾合わせ」の技法を考案。指物の高度な技術を用い小さな木片を数百から時には千以上つなげ幾何学的で美しい文様を描く木画の技法を得意とする。桶やせいろなどの質の高い日常品も製作するが、芸術品としての代表作には神代杉をよく用いる
。

## 経歴
- 三重県立松阪工業高等学校卒業[5]
- 1961年 父である桶指物師中川亀一に師事
- 1972年 第19回日本伝統工芸展入選
- 1973年 日本工芸会近畿支部展日本工芸会賞
- 1974年 日本工芸会近畿支部展日本工芸会賞（連続受賞)
- 1974-1986年 竹内碧外に師事
- 1975年 第22回日本伝統工芸展東京都教育委員会賞
- 1983年 第12回日本工芸会近畿支部展日本経済新聞社賞
- 1983年 第30回日本伝統工芸展日本工芸会長賞
- 1988年 第3回伝統工芸木竹展朝日新聞社賞
- 2001年 重要無形文化財「木工芸」保持者
- 2003年 紫綬褒章[1][6]。

## 映画
2007年（平成19年）には文化庁によって、中川の高度な技術を記録する目的で工芸技術記録映画 『木工芸 - 中川清司のわざ - 』が作られている。

## 関係者
- 中川周士　木工芸家。息子であり弟子。京都美術工芸展大賞など多数受賞[7]。